# Space Tribe
Space Tribe, pseudonimo di Oliver John Wisdom, detto Olli (Londra, 8 marzo 1958 – Londra, 23 agosto 2021), è stato un disc jockey inglese.
Oltre ad essere musicista di Goa trance e psy-trance, aveva lanciato una linea di abbigliamento.

## Discografia

### Space Tribe
- Sonic Mandala (Spirit Zone Records, 1997)
- The Ultraviolet Catastrophe (Spirit Zone Records, 1997)
- The Future's Right Now (Spirit Zone Records, 1998)
- 2000 O.D (Spirit Zone Records, 1999)
- Religious Experience (Spirit Zone Records, 2000)
- Shapeshifter (Spirit Zone Records, 2001)
- Heart Beat (Spirit Zone Records, 2002)
- Time S-T-R-E-T-C-H (Spirit Zone Records, 2004)
- Time S-T-R-E-T-C-H (Soltice Music International, 2004)
- Collaborations (Space Tribe Music, 2004)
- Thru The Looking Glass (Space Tribe Music, 2005)
- Electro Convulsive Therapy (Space Tribe Music, 2008)
- Continuum Vol.1 (Space Tribe Music, 2011)
- Continuum Vol.2 (Space Tribe Music, 2011)
- Peak Experience (Space Tribe Music, 2011)